# Maurice Favre
Maurice Favre, född 1876, död 1957, fransk hudläkare som har givit namn åt Durand-Nicolas-Favres sjukdom (tillsammans med Joseph Durand och Joseph Nicolas), Favre-Racouchots syndrom (tillsammans med Jean Racouchot), Gamna-Favre kroppar (tillsammans med Carlo Gamna) och Goldmann-Favres syndrom (tillsammans med Hans Goldmann).

## Fotnoter
1. 1 2 3  dödsattest, läs online, läst: 11 augusti 2023.[källa från Wikidata]
2. ↑  Académie nationale de médecine, Académie nationale de médecine-ID: 1285, läst: 9 oktober 2017.[källa från Wikidata]
3. ↑  Base biographique, Bibliothèque interuniversitaire de santé, BIU Santé person-ID: 6161.[källa från Wikidata]